# Ortografia dels sons consonàntics del català
La relació entre l'escriptura i els fonemes d'una llengua no sempre és immediata i òbvia, ja que els alfabets escrits no són absolutament fidels als fonemes de la llengua corresponent. De fet, els sons i els fonemes de la llengua s'adquireixen naturalment a través de la família amb l'adquisició de la parla. L'escriptura, en canvi, necessita un aprenentatge llarg i costós per la convencionalitat i l'arbitrarietat que li són pròpies.
La relació dels fonemes consonàntics del català amb la manera com s'escriuen tampoc no és immediata, ja que, per exemple, un mateix so es pot escriure de dues o tres maneres diferents.

Ortografia dels fonemes consonàntics del català:
- FONEMES OCLUSIUS ORALS

/p/
Aquest fonema, pronunciat com a [p], es pot escriure de dues maneres: 
a) com a p: 
· en posició inicial absoluta o de síl·laba: pare, paret, ampolla
· en posició intervocàlica: tapa, capella
· en posició final absoluta o de síl·laba (i en aquest cas, el so que el segueix, si és una consonant, ha de ser sord): llop, aptitud 
· davant de consonant de manera que es formi un grup consonàntic: prou, comprar, plat 
b) com a b: 
· en posició final absoluta: cub, tub
· en posició final, però seguit d'una consonant sorda o una vocal: tub antic, tub petit 

/b/
Aquest fonema, pronunciat com a [b], es pot escriure de dues o tres maneres diferents, segons el dialecte de què es tracti. En el dialecte central, que és el que es pren com a referència, es pot escriure de tres maneres diferents: 
a) com a b: 
· en posició inicial absoluta, seguida de vocal: bolígraf, Barcelona 
· davant d'una consonant de manera que es forma un grup consonàntic, com br-, bl-: brou, blanc.
· en certs grups consonàntics (sempre després d'un so oclusiu o nasal): rombe
b) com a v:
· en posició inicial absoluta: València, vi
· en certs grups consonàntics: canvi 
c) com a w: 
· en paraules d'origen estranger: Kuwait 
La pronunciació de la grafia w no és sempre [b]. També pot pronunciar-se com a [w]: whisky. Algunes paraules que s'escriuen originàriament amb w han estat adaptades a l'ortografia catalana amb la grafia v: vàter.

/t/
Aquest fonema es pot escriure de dues maneres diferents si es pronuncia com a oclusiu dental sord [t]:
a) com a t: 
· en posició inicial absoluta o de síl·laba (i darrere de consonant): tap, cantimplora
· en posició intervocàlica: carpeta, catifa
· en posició final: bot, batxillerat
· davant d'una consonant: trampa 
b) com a d:
· en posició final absoluta: fred
· seguida d'una consonant sorda o d'una vocal: adquirir

/d/
Aquest fonema, pronunciat com a [d], només es pot escriure d'una manera:
a) com a d:
· en posició inicial absoluta: dit
· després de consonant (nasal o lateral): Andorra

/k/
Aquest fonema, pronunciat com a oclusiu velar sord, es pot escriure de cinc maneres diferents:
a) com a c:
· en posició inicial, però sempre davant d'una consonant o de les vocals a, o i u: casa, cactus
· en posició final: roc, mànec
· davant d'una altra c ortogràfica, que es pronuncia com a [s]: accent, succeir
b) com a q: 
· en qualsevol posició, però sempre sola o seguida dels diftongs -ua-, -üe-, -üi-, -uo-: Pasqua, qüestió, aqüífer, quota
· en posició final, en noms d'origen estranger: Iraq
c) com a qu: 
· en posició inicial, però davant de les vocals e i i: quilogram, Queralt
· en posició intervocàlica, però davant de les vocals e i i: màquina
d) com a g: 
· en posició final absoluta: mag, filòleg
· seguida d'una consonant sorda o d'una vocal: mag trist
e) com a k: 
· en abreviatures: km, kl 
· en paraules d'origen estranger: folklore, Kuwait

/g/
Aquest fonema, pronunciat com a [g], es pot escriure de dues maneres diferents: 
a) com a g:
· en posició inicial: gat
· després d'una consonant oclusiva o nasal, però sempre davant de les vocals a, o i u: enganxar
· davant dels diftongs -ua-, -üe-, -üi- en posició inicial o després d'una consonant oclusiva o nasal: guant, pingüí
b) com a gu:
· en posició inicial, després d'una consonant oclusiva o nasal, però sempre davant de les vocals e i i: guerra, guitarra, anguila
- FONEMES NASALS

/m/
Aquest fonema es pot escriure de dues maneres diferents: 
a) com a m: 
· en posició inicial absoluta o de síl·laba: mama, milió
· en posició intervocàlica: amor
· en posició final: mengem
· en certs grups consonàntics: rombe, impossible
b) com a n, amb una assimilació regressiva: 
· davant d'un so bilabial, per exemple [b] (depenent del dialecte): canvi

/n/
Aquest fonema només es pot escriure d'una sola manera: 
a) com a n: 
· en posició inicial absoluta o de síl·laba: nas
· en posició intervocàlica: enamorat
· darrere de consonant: modernitat
· en posició final: en

/ɲ/
Aquest fonema només es pot escriure d'una sola manera: 
a) com a ny:
· en posició inicial: nyap
· en posició final absoluta: any, pany
· en posició intervocàlica: anyada
- FONEMES FRICATIUS

/f/
Aquest fonema s'escriu de dues maneres diferents: 
a) com a f: 
· en posició inicial: fotografia
· en posició intervocàlica: aficionat
· en certs grups consonàntics: fricandó
· en posició final: bolígraf
b) com a v:
· en posició final absoluta, en certes paraules d'origen estranger: leitmotiv

/v/
Aquest fonema només existeix en alguns dialectes catalans. I en aquests dialectes s'escriu de maneres diferents: 
a) com a v: 
· en qualsevol posició (excepte la posició final, si no és una paraula d'origen estranger): València, vi, àvia; Txèkov, leitmotiv
b) com a f(a tots els dialectes, en casos de sonorització per fonètica sintàctica): 
· en posició final de síl·laba o de paraula: baf humit
c) com a w:
· en paraules d'origen estranger: watt, Kuwait 

/s/
Aquest fonema, que té valor distintiu en català, es pot escriure de cinc maneres diferents: 
a) com a s:
· en posició inicial: sol, sal
· darrere d'una consonant: pansa, cansar
· davant d'una consonant sorda: cascada, austeritat
· en posició final: cabàs
b) com a ss: 
· en posició intervocàlica: massa 
c) com a ç:
· en posició intervocàlica o darrere d'una consonant, però sempre davant de les vocals a, o, u: caça, cançó, forçut
· en posició final: avenç, llaç
d) com a c: 
· en posició inicial, però sempre davant de les vocals e o i: cirera, cel 
· en posició intervocàlica, però sempre davant de les vocals e o i: posició, oficial
· darrere de consonant, però sempre davant de les vocals e o i: silenci
e) com a sc: 
· en posició intervocàlica: piscina, ascensor

/z/
Aquest fonema es pot escriure de dues maneres diferents: 
a) com a s: 
· en posició intervocàlica: casa, ase, presó
· davant d'una consonant sonora: esmorzar
b) com a z:
· en posició inicial: zona, zoo
· en posició intervocàlica: ozó, amazona, trapezi
· darrere de consonant: donzella, esmorzar, catorze

/ʃ/
Aquest fonema es pot escriure de dues maneres diferents: 
a) com a x: 
· en posició inicial: xocolata
· darrere d'una consonant: panxa
· darrere d'un diftong decreixent: rauxa
· darrere d'una i: guix
· paraules d'origen estranger: xèrif
b) com a ix: 
· en posició intervocàlica: caixa, reixa, conèixer
· en posició final: peix, escreix, serveix
· paraules d'origen estranger: flaix

/ʒ/
Aquest fonema s'escriu de dues maneres diferents: 
a) com a j:
· en posició inicial, però sempre davant de les vocals a, o, u: Japó, Jordi, julivert
· en posició intervocàlica, però sempre davant de les vocals a, o, u: ajupir-se, major
· en certs casos, també es pot trobar la lletra j davant de la vocal e: noms bíblics, noms i adjectius amb els grups -jecc- i -ject-, i altres paraules: Jesús, Jerusalem, Jericó; adjectiu, projecció; jersei, majestat, jeroglífic 
b) com a g:
· en posició inicial, però sempre davant de les vocals e, i: gerani, Girona 
c) com a ix:
· només en casos d'assimilacions: caixmir
- FONEMES AFRICATS

/ts/
Aquest fonema s'escriu de dues maneres diferents: 
a) com a ts: 
· en posició inicial, en paraules d'origen estranger: tse-tse
· en posició intervocàlica: potser
· en posició final: pots
b) com a ds:
· a la primera síl·laba de la paraula perquè la d pertany al prefix d'origen llatí ad-: adscriure

/dz/
Aquest fonema s'escriu d'una sola manera: 
a) com a tz: 
· en posició intervocàlica: atzar, dotze, etzibar, atzucac

/tʃ/
Aquest fonema es pot escriure de tres maneres diferents: 
a) com a tx:
· en posició inicial: txec
· en posició intervocàlica: metxa, cotxe
· en posició final: despatx
b) com a ig: 
· en posició final: rebuig, puig, passeig
c) com a g: 
· en posició final (precedida de la vocal i): desig

/dʒ/
Aquest fonema s'escriu de tres maneres diferents: 
a) com a tj:
· en posició intervocàlica, però sempre davant de les vocals a, o, u: platja, corretja, enutjós
b) com a dj: 
. a la primera síl·laba de la paraula perquè la d pertany al prefix d'origen llatí ad-. S'escriu sempre davant de les vocals a, o, u, però també davant de la vocal e si aquesta vocal forma part dels grups -jecc- o -ject-: adjacent, adjunt; adjectiu 
c) com a tg: 
· en posició intervocàlica, però sempre davant de les vocals e, i: metge, platges, enutgi
- FONEMES LATERALS

/l/
Aquest fonema només es pot escriure d'una manera: 
a) com a l: 
· en qualsevol posició: aliment, ciclisme, altre, mal, gel

/ʎ/
Aquest fonema només es pot escriure d'una manera: 
a) com a ll:
· en qualsevol posició: llapis, allà, relliscar, Bellpuig, Maragall, pell
- FONEMES VIBRANTS

/r/
Aquest fonema s'escriu de dues maneres diferents: 
a) com a r:
· en posició inicial absoluta: Roma, ràbia, resposta
· darrere de consonant, però a inici de síl·laba: Enric, enrenou
· en posició final absoluta o de síl·laba: porta, mar
b) com a rr:
· en posició intervocàlica: carrer, carro, carruatge

/ɾ/
Aquest fonema s'escriu d'una sola manera: 
a) com a r: 
· en posició intervocàlica: cara, feréstec, ferida, aroma
· en segona posició a inici de síl·laba: brou, vidre, cartró